# Yves Cornic
Pour les articles homonymes, voir Cornic.
Yves Cornic, né le 11 juillet 1929 à Bois-Colombes (Seine) et mort le 17 janvier 2017 dans le 15e arrondissement de Paris,, est un homme politique français.

## Détail des fonctions et des mandats
Mandat parlementaire
- 12 août 1976 - 2 avril 1978 : Député des Hauts-de-Seine